# Gul Haneef
Gul Haneef (* 20. Februar 1941 in Belutschistan) ist ein ehemaliger pakistanischer Diplomat.

## Leben
Gul Haneef hat einen Master-Abschluss und trat 1965 in den Auswärtigen Dienst Pakistans ein. Von 1968 bis 1970 wurde er in Bern beschäftigt. Von 1970 bis 1972 war er in Rio de Janeiro tätig und war zeitweise Geschäftsträger in Brasília. Von 1972 bis 1974 war er in Ankara, von 1978 bis 1981 in Brüssel und von 1981 bis 1984 in Dhaka beschäftigt. Von 1974 bis 1978 leitete er als Direktor eine Abteilung im Außenministerium. Von 1984 bis 1986 leitete er als Direktor General das Außenministerium.
Von 1986 bis 1989 war er Botschafter in Doha, Katar und im Anschluss daran von 1989 bis 1992 Botschafter in Kairo. Von 1992 bis 1996 war er Additional Secretary (beamteter Staatssekretär im Außenministerium). Von 1996 bis Mai 1997 war er Botschafter in Canberra und anschließend bis 2001 Botschafter in Berlin. 2001 wurde er in die Federal Public Service Commission berufen und wirkte dort bis 2005. Ab 2009 war er Botschafter in Lissabon, bis er am 31. Mai 2011 in den Ruhestand versetzt wurde. Seit 1. Juni 2011 sitzt er The Institute of Strategic Studies in Islamabad vor.
Haneef ist verheiratet und hat drei Kinder. 